# Super League II/Ergebnisse
Diese Liste enthält die Ergebnisse der regulären Saison der Super League II. Da in der ersten und zweiten Super-League-Saison keine Playoffs stattfanden, war der Tabellenerste nach Ende der regulären Saison auch der Meister. Die reguläre Saison der Super League II startete am 14. März und endete am 31. August. Sie umfasste 22 Runden.

## Runde 1
| 14. März | Bradford Bulls | 58 : 20 | Warrington Wolves | Odsal Stadium, Bradford Zuschauer: 15.070 Schiedsrichter: David Campbell |
| 14. März | Bericht        |         |                   | Odsal Stadium, Bradford Zuschauer: 15.070 Schiedsrichter: David Campbell |

| 16. März | Leeds Rhinos | 32 : 22 | Oldham Bears | Headingley Carnegie Stadium, Leeds Zuschauer: 11.516 Schiedsrichter: John Connolly |
| 16. März | Bericht      |         |              | Headingley Carnegie Stadium, Leeds Zuschauer: 11.516 Schiedsrichter: John Connolly |

| 16. März | London Broncos | 24 : 28 | St Helens | The Stoop, London Zuschauer: 6.949 Schiedsrichter: Russell Smith |
| 16. März | Bericht        |         |           | The Stoop, London Zuschauer: 6.949 Schiedsrichter: Russell Smith |

| 16. März | Salford Reds | 4 : 0 | Castleford Tigers | The Willows, Salford Zuschauer: 5.726 Schiedsrichter: Stuart Cummings |
| 16. März | Bericht      |       |                   | The Willows, Salford Zuschauer: 5.726 Schiedsrichter: Stuart Cummings |

| 16. März | Sheffield Eagles | 4 : 18 | Paris Saint-Germain | Don Valley Stadium, Sheffield Zuschauer: 4.213 Schiedsrichter: John Connolly |
| 16. März | Bericht          |        |                     | Don Valley Stadium, Sheffield Zuschauer: 4.213 Schiedsrichter: John Connolly |

| 16. März | Wigan Warriors | 20 : 18 | Halifax Blue Sox | Central Park, Wigan Zuschauer: 11.566 Schiedsrichter: Steve Presley |
| 16. März | Bericht        |         |                  | Central Park, Wigan Zuschauer: 11.566 Schiedsrichter: Steve Presley |

## Runde 2
| 21. März | Oldham Bears | 18 : 30 | Bradford Bulls | Boundary Park, Oldham Zuschauer: 5.604 Schiedsrichter: Russell Smith |
| 21. März | Bericht      |         |                | Boundary Park, Oldham Zuschauer: 5.604 Schiedsrichter: Russell Smith |

| 21. März | Paris Saint-Germain | 18 : 28 | Leeds Rhinos | Stade Sébastien Charléty, Paris Zuschauer: 10.513 Schiedsrichter: Colin Morris |
| 21. März | Bericht             |         |              | Stade Sébastien Charléty, Paris Zuschauer: 10.513 Schiedsrichter: Colin Morris |

| 21. März | Warrington Wolves | 18 : 38 | London Broncos | Wilderspool Stadium, Warrington Zuschauer: 4.094 Schiedsrichter: John Connolly |
| 21. März | Bericht           |         |                | Wilderspool Stadium, Warrington Zuschauer: 4.094 Schiedsrichter: John Connolly |

| 23. März | Castleford Tigers | 14 : 22 | Wigan Warriors | Wheldon Road, Castleford Zuschauer: 4.339 Schiedsrichter: David Campbell |
| 23. März | Bericht           |         |                | Wheldon Road, Castleford Zuschauer: 4.339 Schiedsrichter: David Campbell |

| 23. März | Halifax Blue Sox | 18 : 16 | Sheffield Eagles | Thrum Hall, Halifax Zuschauer: 5.271 Schiedsrichter: Karl Kirkpatrick |
| 23. März | Bericht          |         |                  | Thrum Hall, Halifax Zuschauer: 5.271 Schiedsrichter: Karl Kirkpatrick |

| 15. April | St Helens | 19 : 12 | Salford Reds | KC Stadium, Hull Zuschauer: 10.213 Schiedsrichter: Steve Presley |
| 15. April | Bericht   |         |              | KC Stadium, Hull Zuschauer: 10.213 Schiedsrichter: Steve Presley |

## Runde 3
| 28. März | London Broncos | 28 : 10 | Paris Saint-Germain | The Stoop, London Zuschauer: 5.293 Schiedsrichter: Stuart Cummings |
| 28. März | Bericht        |         |                     | The Stoop, London Zuschauer: 5.293 Schiedsrichter: Stuart Cummings |

| 28. März | Salford Reds | 35 : 26 | Oldham Bears | The Willows, Salford Zuschauer: 5.295 Schiedsrichter: John Connolly |
| 28. März | Bericht      |         |              | The Willows, Salford Zuschauer: 5.295 Schiedsrichter: John Connolly |

| 28. März | Sheffield Eagles | 32 : 18 | Warrington Wolves | Don Valley Stadium, Sheffield Zuschauer: 4.112 Schiedsrichter: Colin Morris |
| 28. März | Bericht          |         |                   | Don Valley Stadium, Sheffield Zuschauer: 4.112 Schiedsrichter: Colin Morris |

| 28. März | Wigan Warriors | 10 : 22 | St Helens | Central Park, Wigan Zuschauer: 16.967 Schiedsrichter: David Campbell |
| 28. März | Bericht        |         |           | Central Park, Wigan Zuschauer: 16.967 Schiedsrichter: David Campbell |

| 15. April | Leeds Rhinos | 24 : 21 | Castleford Tigers | Headingley Carnegie Stadium, Leeds Zuschauer: 10.303 Schiedsrichter: Stuart Cummings |
| 15. April | Bericht      |         |                   | Headingley Carnegie Stadium, Leeds Zuschauer: 10.303 Schiedsrichter: Stuart Cummings |

| 23. April | Bradford Bulls | 28 : 26 | Halifax Blue Sox | Odsal Stadium, Bradford Zuschauer: 13.285 Schiedsrichter: David Campbell |
| 23. April | Bericht        |         |                  | Odsal Stadium, Bradford Zuschauer: 13.285 Schiedsrichter: David Campbell |

## Runde 4
| 31. März | St Helens | 32 : 12 | Sheffield Eagles | Knowsley Road, St Helens Zuschauer: 10.344 Schiedsrichter: Stuart Cummings |
| 31. März | Bericht   |         |                  | Knowsley Road, St Helens Zuschauer: 10.344 Schiedsrichter: Stuart Cummings |

| 31. März | Salford Reds | 27 : 26 | Paris Saint-Germain | The Willows, Salford Zuschauer: 3.195 Schiedsrichter: David Campbell |
| 31. März | Bericht      |         |                     | The Willows, Salford Zuschauer: 3.195 Schiedsrichter: David Campbell |

| 31. März | Warrington Wolves | 35 : 24 | Wigan Warriors | Wilderspool Stadium, Warrington Zuschauer: 7.213 Schiedsrichter: Russell Smith |
| 31. März | Bericht           |         |                | Wilderspool Stadium, Warrington Zuschauer: 7.213 Schiedsrichter: Russell Smith |

| 1. April | Castleford Tigers | 12 : 38 | Bradford Bulls | Wheldon Road, Castleford Zuschauer: 7.882 Schiedsrichter: John Connolly |
| 1. April | Bericht           |         |                | Wheldon Road, Castleford Zuschauer: 7.882 Schiedsrichter: John Connolly |

| 1. April | Halifax Blue Sox | 24 : 18 | Leeds Rhinos | Thrum Hall, Halifax Zuschauer: 7.093 Schiedsrichter: Steve Presley |
| 1. April | Bericht          |         |              | Thrum Hall, Halifax Zuschauer: 7.093 Schiedsrichter: Steve Presley |

| 1. April | Oldham Bears | 22 : 32 | London Broncos | Boundary Park, Oldham Zuschauer: 3.556 Schiedsrichter: Robert Connolly |
| 1. April | Bericht      |         |                | Boundary Park, Oldham Zuschauer: 3.556 Schiedsrichter: Robert Connolly |

## Runde 5
| 4. April | Leeds Rhinos | 16 : 17 | Wigan Warriors | Headingley Carnegie Stadium, Leeds Zuschauer: 11.317 Schiedsrichter: Stuart Cummings |
| 4. April | Bericht      |         |                | Headingley Carnegie Stadium, Leeds Zuschauer: 11.317 Schiedsrichter: Stuart Cummings |

| 5. April | Paris Saint-Germain | 6 : 44 | St Helens | Stade Sébastien Charléty, Paris Zuschauer: 8.542 Schiedsrichter: Steve Presley |
| 5. April | Bericht             |        |           | Stade Sébastien Charléty, Paris Zuschauer: 8.542 Schiedsrichter: Steve Presley |

| 6. April | Bradford Bulls | 19 : 14 | London Broncos | Odsal Stadium, Bradford Zuschauer: 15.556 Schiedsrichter: David Campbell |
| 6. April | Bericht        |         |                | Odsal Stadium, Bradford Zuschauer: 15.556 Schiedsrichter: David Campbell |

| 6. April | Halifax Blue Sox | 16 : 28 | Salford Reds | Thrum Hall, Halifax Zuschauer: 5.971 Schiedsrichter: Russell Smith |
| 6. April | Bericht          |         |              | Thrum Hall, Halifax Zuschauer: 5.971 Schiedsrichter: Russell Smith |

| 6. April | Sheffield Eagles | 42 : 20 | Castleford Tigers | Don Valley Stadium, Sheffield Zuschauer: 4.735 Schiedsrichter: Robert Connolly |
| 6. April | Bericht          |         |                   | Don Valley Stadium, Sheffield Zuschauer: 4.735 Schiedsrichter: Robert Connolly |

| 6. April | Warrington Wolves | 28 : 18 | Oldham Bears | Wilderspool Stadium, Warrington Zuschauer: 5.370 Schiedsrichter: Steve Ganson |
| 6. April | Bericht           |         |              | Wilderspool Stadium, Warrington Zuschauer: 5.370 Schiedsrichter: Steve Ganson |

## Runde 6
| 11. April | Leeds Rhinos | 13 : 12 | St Helens | Headingley Carnegie Stadium, Leeds Zuschauer: 12.683 Schiedsrichter: Robert Connolly |
| 11. April | Bericht      |         |           | Headingley Carnegie Stadium, Leeds Zuschauer: 12.683 Schiedsrichter: Robert Connolly |

| 11. April | Salford Reds | 17 : 16 | Sheffield Eagles | The Willows, Salford Zuschauer: 4.686 Schiedsrichter: Steve Ganson |
| 11. April | Bericht      |         |                  | The Willows, Salford Zuschauer: 4.686 Schiedsrichter: Steve Ganson |

| 11. April | Wigan Warriors | 18 : 22 | Bradford Bulls | Central Park, Wigan Zuschauer: 10.710 Schiedsrichter: Stuart Cummings |
| 11. April | Bericht        |         |                | Central Park, Wigan Zuschauer: 10.710 Schiedsrichter: Stuart Cummings |

| 13. April | Castleford Tigers | 8 : 24 | Warrington Wolves | Wheldon Road, Castleford Zuschauer: 3.546 Schiedsrichter: David Campbell |
| 13. April | Bericht           |        |                   | Wheldon Road, Castleford Zuschauer: 3.546 Schiedsrichter: David Campbell |

| 13. April | Halifax Blue Sox | 24 : 24 | London Broncos | Thrum Hall, Halifax Zuschauer: 4.586 Schiedsrichter: John Connolly |
| 13. April | Bericht          |         |                | Thrum Hall, Halifax Zuschauer: 4.586 Schiedsrichter: John Connolly |

| 13. April | Oldham Bears | 19 : 18 | Paris Saint-Germain | Boundary Park, Oldham Zuschauer: 3.396 Schiedsrichter: Russell Smith |
| 13. April | Bericht      |         |                     | Boundary Park, Oldham Zuschauer: 3.396 Schiedsrichter: Russell Smith |

## Runde 7
| 18. April | London Broncos | 48 : 12 | Salford Reds | The Stoop, London Zuschauer: 4.495 Schiedsrichter: David Campbell |
| 18. April | Bericht        |         |              | The Stoop, London Zuschauer: 4.495 Schiedsrichter: David Campbell |

| 18. April | Paris Saint-Germain | 18 : 30 | Bradford Bulls | Stade Sébastien Charléty, Paris Zuschauer: 9.745 Schiedsrichter: John Connolly |
| 18. April | Bericht             |         |                | Stade Sébastien Charléty, Paris Zuschauer: 9.745 Schiedsrichter: John Connolly |

| 20. April | Castleford Tigers | 12 : 28 | Halifax Blue Sox | Wheldon Road, Castleford Zuschauer: 4.304 Schiedsrichter: Karl Kirkpatrick |
| 20. April | Bericht           |         |                  | Wheldon Road, Castleford Zuschauer: 4.304 Schiedsrichter: Karl Kirkpatrick |

| 20. April | St Helens | 60 : 16 | Warrington Wolves | KC Stadium, Hull Zuschauer: 11.609 Schiedsrichter: Russell Smith |
| 20. April | Bericht   |         |                   | KC Stadium, Hull Zuschauer: 11.609 Schiedsrichter: Russell Smith |

| 20. April | Sheffield Eagles | 18 : 30 | Leeds Rhinos | Don Valley Stadium, Sheffield Zuschauer: 5.332 Schiedsrichter: Robert Connolly |
| 20. April | Bericht          |         |              | Don Valley Stadium, Sheffield Zuschauer: 5.332 Schiedsrichter: Robert Connolly |

| 20. April | Wigan Warriors | 44 : 10 | Oldham Bears | Central Park, Wigan Zuschauer: 7.895 Schiedsrichter: Steve Presley |
| 20. April | Bericht        |         |              | Central Park, Wigan Zuschauer: 7.895 Schiedsrichter: Steve Presley |

## Runde 8
| 25. April | Salford Reds | 14 : 4 | Wigan Warriors | The Willows, Salford Zuschauer: 6.626 Schiedsrichter: Russell Smith |
| 25. April | Bericht      |        |                | The Willows, Salford Zuschauer: 6.626 Schiedsrichter: Russell Smith |

| 27. April | Bradford Bulls | 54 : 10 | Sheffield Eagles | Odsal Stadium, Bradford Zuschauer: 14.384 Schiedsrichter: Steve Presley |
| 27. April | Bericht        |         |                  | Odsal Stadium, Bradford Zuschauer: 14.384 Schiedsrichter: Steve Presley |

| 27. April | London Broncos | 40 : 16 | Leeds Rhinos | The Stoop, London Zuschauer: 5.919 Schiedsrichter: David Campbell |
| 27. April | Bericht        |         |              | The Stoop, London Zuschauer: 5.919 Schiedsrichter: David Campbell |

| 27. April | Oldham  | 29 : 30 | Halifax Blue Sox | Boundary Park, Oldham Zuschauer: 4.236 Schiedsrichter: Steve Ganson |
| 27. April | Bericht |         |                  | Boundary Park, Oldham Zuschauer: 4.236 Schiedsrichter: Steve Ganson |

| 27. April | St Helens | 42 : 16 | Castleford Tigers | Anfield, Liverpool Zuschauer: 12.329 Schiedsrichter: John Connolly |
| 27. April | Bericht   |         |                   | Anfield, Liverpool Zuschauer: 12.329 Schiedsrichter: John Connolly |

| 27. April | Warrington Wolves | 37 : 34 | Paris Saint-Germain | Wilderspool Stadium, Warrington Zuschauer: 4.576 Schiedsrichter: Robert Connolly |
| 27. April | Bericht           |         |                     | Wilderspool Stadium, Warrington Zuschauer: 4.576 Schiedsrichter: Robert Connolly |

## Runde 9
| 9. Mai | Wigan Warriors | 38 : 10 | London Broncos | Central Park, Wigan Zuschauer: 7.350 Schiedsrichter: Steve Presley |
| 9. Mai | Bericht        |         |                | Central Park, Wigan Zuschauer: 7.350 Schiedsrichter: Steve Presley |

| 11. Mai | Bradford Bulls | 38 : 18 | St Helens | Odsal Stadium, Bradford Zuschauer: 18.387 Schiedsrichter: Russell Smith |
| 11. Mai | Bericht        |         |           | Odsal Stadium, Bradford Zuschauer: 18.387 Schiedsrichter: Russell Smith |

| 11. Mai | Castleford Tigers | 8 : 13 | Paris Saint-Germain | Wheldon Road, Castleford Zuschauer: 3.098 Schiedsrichter: Stuart Cummings |
| 11. Mai | Bericht           |        |                     | Wheldon Road, Castleford Zuschauer: 3.098 Schiedsrichter: Stuart Cummings |

| 11. Mai | Halifax Blue Sox | 42 : 30 | Warrington Wolves | Thrum Hall, Halifax Zuschauer: 5.356 Schiedsrichter: John Connolly |
| 11. Mai | Bericht          |         |                   | Thrum Hall, Halifax Zuschauer: 5.356 Schiedsrichter: John Connolly |

| 11. Mai | Salford Reds | 20 : 33 | Leeds Rhinos | The Willows, Salford Zuschauer: 5.921 Schiedsrichter: David Campbell |
| 11. Mai | Bericht      |         |              | The Willows, Salford Zuschauer: 5.921 Schiedsrichter: David Campbell |

| 11. Mai | Sheffield Eagles | 14 : 18 | Oldham Bears | Don Valley Stadium, Sheffield Zuschauer: 4.000 Schiedsrichter: Robert Connolly |
| 11. Mai | Bericht          |         |              | Don Valley Stadium, Sheffield Zuschauer: 4.000 Schiedsrichter: Robert Connolly |

## Runde 10
| 16. Mai | St Helens | 22 : 22 | London Broncos | KC Stadium, Hull Zuschauer: 7.147 Schiedsrichter: Stuart Cummings |
| 16. Mai | Bericht   |         |                | KC Stadium, Hull Zuschauer: 7.147 Schiedsrichter: Stuart Cummings |

| 17. Mai | Paris Saint-Germain | 16 : 32 | Sheffield Eagles | Stade Sébastien Charléty, Paris Zuschauer: 6.788 Schiedsrichter: Russell Smith |
| 17. Mai | Bericht             |         |                  | Stade Sébastien Charléty, Paris Zuschauer: 6.788 Schiedsrichter: Russell Smith |

| 18. Mai | Castleford Tigers | 12 : 10 | Salford Reds | Wheldon Road, Castleford Zuschauer: 3.265 Schiedsrichter: John Connolly |
| 18. Mai | Bericht           |         |              | Wheldon Road, Castleford Zuschauer: 3.265 Schiedsrichter: John Connolly |

| 18. Mai | Halifax Blue Sox | 18 : 46 | Wigan Warriors | Thrum Hall, Halifax Zuschauer: 7.382 Schiedsrichter: Steve Ganson |
| 18. Mai | Bericht          |         |                | Thrum Hall, Halifax Zuschauer: 7.382 Schiedsrichter: Steve Ganson |

| 18. Mai | Oldham Bears | 26 : 43 | Leeds Rhinos | Boundary Park, Oldham Zuschauer: 4.565 Schiedsrichter: Steve Presley |
| 18. Mai | Bericht      |         |              | Boundary Park, Oldham Zuschauer: 4.565 Schiedsrichter: Steve Presley |

| 18. Mai | Warrington Wolves | 14 : 38 | Bradford Bulls | Wilderspool Stadium, Warrington Zuschauer: 7.043 Schiedsrichter: Robert Connolly |
| 18. Mai | Bericht           |         |                | Wilderspool Stadium, Warrington Zuschauer: 7.043 Schiedsrichter: Robert Connolly |

## Runde 11
| 5. Mai | Leeds Rhinos | 30 : 2 | Paris Saint-Germain | Headingley Carnegie Stadium, Leeds Zuschauer: 11.023 Schiedsrichter: Russell Smith |
| 5. Mai | Bericht      |        |                     | Headingley Carnegie Stadium, Leeds Zuschauer: 11.023 Schiedsrichter: Russell Smith |

| 22. Mai | Salford Reds | 39 : 26 | St Helens | The Willows, Salford Zuschauer: 5.549 Schiedsrichter: Russell Smith |
| 22. Mai | Bericht      |         |           | The Willows, Salford Zuschauer: 5.549 Schiedsrichter: Russell Smith |

| 23. Mai | Bradford Bulls | 42 : 28 | Oldham Bears | Odsal Stadium, Bradford Zuschauer: 13.262 Schiedsrichter: Steve Ganson |
| 23. Mai | Bericht        |         |              | Odsal Stadium, Bradford Zuschauer: 13.262 Schiedsrichter: Steve Ganson |

| 23. Mai | London Broncos | 30 : 6 | Warrington Wolves | The Stoop, London Zuschauer: 4.893 Schiedsrichter: Robert Connolly |
| 23. Mai | Bericht        |        |                   | The Stoop, London Zuschauer: 4.893 Schiedsrichter: Robert Connolly |

| 23. Mai | Sheffield Eagles | 24 : 49 | Halifax Blue Sox | Don Valley Stadium, Sheffield Zuschauer: 3.000 Schiedsrichter: John Connolly |
| 23. Mai | Bericht          |         |                  | Don Valley Stadium, Sheffield Zuschauer: 3.000 Schiedsrichter: John Connolly |

| 23. Mai | Wigan Warriors | 48 : 8 | Castleford Tigers | Central Park, Wigan Zuschauer: 7.664 Schiedsrichter: David Campbell |
| 23. Mai | Bericht        |        |                   | Central Park, Wigan Zuschauer: 7.664 Schiedsrichter: David Campbell |

## Runde 12
| 26. Mai | Castleford Tigers | 30 : 30 | Leeds Rhinos | Wheldon Road, Castleford Zuschauer: 6.815 Schiedsrichter: Graham Shaw |
| 26. Mai | Bericht           |         |              | Wheldon Road, Castleford Zuschauer: 6.815 Schiedsrichter: Graham Shaw |

| 26. Mai | Oldham Bears | 19 : 10 | Salford Reds | Boundary Park, Oldham Zuschauer: 4.254 Schiedsrichter: John Connolly |
| 26. Mai | Bericht      |         |              | Boundary Park, Oldham Zuschauer: 4.254 Schiedsrichter: John Connolly |

| 26. Mai | Paris Saint-Germain | 16 : 20 | London Broncos | Stade Sébastien Charléty, Paris Zuschauer: 4.934 Schiedsrichter: Stuart Cummings |
| 26. Mai | Bericht             |         |                | Stade Sébastien Charléty, Paris Zuschauer: 4.934 Schiedsrichter: Stuart Cummings |

| 26. Mai | St Helens | 12 : 65 | Wigan Warriors | KC Stadium, Hull Zuschauer: 10.566 Schiedsrichter: Steve Presley |
| 26. Mai | Bericht   |         |                | KC Stadium, Hull Zuschauer: 10.566 Schiedsrichter: Steve Presley |

| 26. Mai | Warrington Wolves | 12 : 38 | Sheffield Eagles | Wilderspool Stadium, Warrington Zuschauer: 4.370 Schiedsrichter: Russell Smith |
| 26. Mai | Bericht           |         |                  | Wilderspool Stadium, Warrington Zuschauer: 4.370 Schiedsrichter: Russell Smith |

| 27. Mai | Halifax Blue Sox | 26 : 30 | Bradford Bulls | Thrum Hall, Halifax Zuschauer: 6.252 Schiedsrichter: David Campbell |
| 27. Mai | Bericht          |         |                | Thrum Hall, Halifax Zuschauer: 6.252 Schiedsrichter: David Campbell |

## Runde 13
| 30. Mai | Leeds Rhinos | 50 : 12 | Warrington Wolves | Headingley Carnegie Stadium, Leeds Zuschauer: 10.150 Schiedsrichter: John Connolly |
| 30. Mai | Bericht      |         |                   | Headingley Carnegie Stadium, Leeds Zuschauer: 10.150 Schiedsrichter: John Connolly |

| 30. Mai | London Broncos | 32 : 12 | Sheffield Eagles | The Stoop, London Zuschauer: 3.539 Schiedsrichter: Steve Ganson |
| 30. Mai | Bericht        |         |                  | The Stoop, London Zuschauer: 3.539 Schiedsrichter: Steve Ganson |

| 30. Mai | Oldham Bears | 12 : 12 | Castleford Tigers | Boundary Park, Oldham Zuschauer: 3.620 Schiedsrichter: Robert Connolly |
| 30. Mai | Bericht      |         |                   | Boundary Park, Oldham Zuschauer: 3.620 Schiedsrichter: Robert Connolly |

| 30. Mai | Wigan Warriors | 58 : 20 | Paris Saint-Germain | Central Park, Wigan Zuschauer: 7.541 Schiedsrichter: Russell Smith |
| 30. Mai | Bericht        |         |                     | Central Park, Wigan Zuschauer: 7.541 Schiedsrichter: Russell Smith |

| 1. Juni | Halifax Blue Sox | 18 : 26 | St Helens | Thrum Hall, Halifax Zuschauer: 4.126 Schiedsrichter: David Campbell |
| 1. Juni | Bericht          |         |           | Thrum Hall, Halifax Zuschauer: 4.126 Schiedsrichter: David Campbell |

| 1. Juni | Salford Reds | 24 : 40 | Bradford Bulls | The Willows, Salford Zuschauer: 8.241 Schiedsrichter: Stuart Cummings |
| 1. Juni | Bericht      |         |                | The Willows, Salford Zuschauer: 8.241 Schiedsrichter: Stuart Cummings |

## Runde 14
| 27. Juni | Salford Reds | 26 : 14 | Warrington Wolves | The Willows, Salford Zuschauer: 3.477 Schiedsrichter: John Connolly |
| 27. Juni | Bericht      |         |                   | The Willows, Salford Zuschauer: 3.477 Schiedsrichter: John Connolly |

| 29. Juni | Halifax Blue Sox | 12 : 14 | Paris Saint-Germain | Thrum Hall, Halifax Zuschauer: 3.903 Schiedsrichter: Graham Shaw |
| 29. Juni | Bericht          |         |                     | Thrum Hall, Halifax Zuschauer: 3.903 Schiedsrichter: Graham Shaw |

| 29. Juni | Leeds Rhinos | 16 : 32 | Bradford Bulls | Headingley Carnegie Stadium, Leeds Zuschauer: 19.137 Schiedsrichter: Russell Smith |
| 29. Juni | Bericht      |         |                | Headingley Carnegie Stadium, Leeds Zuschauer: 19.137 Schiedsrichter: Russell Smith |

| 29. Juni | London Broncos | 17 : 10 | Castleford Tigers | The Stoop, London Zuschauer: 2.500 Schiedsrichter: Stuart Cummings |
| 29. Juni | Bericht        |         |                   | The Stoop, London Zuschauer: 2.500 Schiedsrichter: Stuart Cummings |

| 29. Juni | Oldham Bears | 30 : 34 | St Helens | Boundary Park, Oldham Zuschauer: 4.575 Schiedsrichter: David Campbell |
| 29. Juni | Bericht      |         |           | Boundary Park, Oldham Zuschauer: 4.575 Schiedsrichter: David Campbell |

| 29. Juni | Wigan Warriors | 58 : 2 | Sheffield Eagles | Central Park, Wigan Zuschauer: 6.811 Schiedsrichter: Steve Presley |
| 29. Juni | Bericht        |        |                  | Central Park, Wigan Zuschauer: 6.811 Schiedsrichter: Steve Presley |

## Runde 15
| 2. Juli | Bradford Bulls | 34 : 20 | Castleford Tigers | Odsal Stadium, Bradford Zuschauer: 11.873 Schiedsrichter: David Campbell |
| 2. Juli | Bericht        |         |                   | Odsal Stadium, Bradford Zuschauer: 11.873 Schiedsrichter: David Campbell |

| 2. Juli | Leeds Rhinos | 20 : 18 | Halifax Blue Sox | Headingley Carnegie Stadium, Leeds Zuschauer: 7.462 Schiedsrichter: Steve Presley |
| 2. Juli | Bericht      |         |                  | Headingley Carnegie Stadium, Leeds Zuschauer: 7.462 Schiedsrichter: Steve Presley |

| 2. Juli | Paris Saint-Germain | 16 : 24 | Salford Reds | Stade Sébastien Charléty, Paris Zuschauer: 500 Schiedsrichter: Steve Ganson |
| 2. Juli | Bericht             |         |              | Stade Sébastien Charléty, Paris Zuschauer: 500 Schiedsrichter: Steve Ganson |

| 2. Juli | Sheffield Eagles | 14 : 12 | St Helens | Don Valley Stadium, Sheffield Zuschauer: 3.200 Schiedsrichter: Robert Connolly |
| 2. Juli | Bericht          |         |           | Don Valley Stadium, Sheffield Zuschauer: 3.200 Schiedsrichter: Robert Connolly |

| 5. August | London Broncos | 36 : 28 | Oldham Bears | The Stoop, London Zuschauer: 3.107 Schiedsrichter: Stuart Cummings |
| 5. August | Bericht        |         |              | The Stoop, London Zuschauer: 3.107 Schiedsrichter: Stuart Cummings |

| 13. August | Wigan Warriors | 32 : 16 | Warrington Wolves | Central Park, Wigan Zuschauer: 6.076 Schiedsrichter: Steve Presley |
| 13. August | Bericht        |         |                   | Central Park, Wigan Zuschauer: 6.076 Schiedsrichter: Steve Presley |

## Runde 16
| 4. Juli | London Broncos | 38 : 12 | Wigan Warriors | The Stoop, London Zuschauer: 7.118 Schiedsrichter: Russell Smith |
| 4. Juli | Bericht        |         |                | The Stoop, London Zuschauer: 7.118 Schiedsrichter: Russell Smith |

| 5. Juli | Paris Saint-Germain | 8 : 20 | Castleford Tigers | Stade Sébastien Charléty, Paris Zuschauer: 1.020 Schiedsrichter: John Connolly |
| 5. Juli | Bericht             |        |                   | Stade Sébastien Charléty, Paris Zuschauer: 1.020 Schiedsrichter: John Connolly |

| 6. Juli | Leeds Rhinos | 34 : 18 | Salford Reds | Headingley Carnegie Stadium, Leeds Zuschauer: 8.508 Schiedsrichter: Robert Connolly |
| 6. Juli | Bericht      |         |              | Headingley Carnegie Stadium, Leeds Zuschauer: 8.508 Schiedsrichter: Robert Connolly |

| 6. Juli | Oldham Bears | 20 : 21 | Sheffield Eagles | Boundary Park, Oldham Zuschauer: 2.168 Schiedsrichter: Colin Morris |
| 6. Juli | Bericht      |         |                  | Boundary Park, Oldham Zuschauer: 2.168 Schiedsrichter: Colin Morris |

| 6. Juli | St Helens | 20 : 38 | Bradford Bulls | KC Stadium, Hull Zuschauer: 10.277 Schiedsrichter: Stuart Cummings |
| 6. Juli | Bericht   |         |                | KC Stadium, Hull Zuschauer: 10.277 Schiedsrichter: Stuart Cummings |

| 6. Juli | Warrington Wolves | 25 : 22 | Halifax Blue Sox | Wilderspool Stadium, Warrington Zuschauer: 4.546 Schiedsrichter: David Campbell |
| 6. Juli | Bericht           |         |                  | Wilderspool Stadium, Warrington Zuschauer: 4.546 Schiedsrichter: David Campbell |

## Runde 17
| 11. Juli | Bradford Bulls | 34 : 18 | Salford Reds | Odsal Stadium, Bradford Zuschauer: 14.095 Schiedsrichter: Steve Presley |
| 11. Juli | Bericht        |         |              | Odsal Stadium, Bradford Zuschauer: 14.095 Schiedsrichter: Steve Presley |

| 11. Juli | Castleford Tigers | 25 : 20 | Oldham Bears | Wheldon Road, Castleford Zuschauer: 5.408 Schiedsrichter: Stuart Cummings |
| 11. Juli | Bericht           |         |              | Wheldon Road, Castleford Zuschauer: 5.408 Schiedsrichter: Stuart Cummings |

| 11. Juli | Warrington Wolves | 16 : 23 | Leeds Rhinos | Wilderspool Stadium, Warrington Zuschauer: 4.704 Schiedsrichter: Steve Ganson |
| 11. Juli | Bericht           |         |              | Wilderspool Stadium, Warrington Zuschauer: 4.704 Schiedsrichter: Steve Ganson |

| 12. Juli | Paris Saint-Germain | 30 : 28 | Wigan Warriors | Stade Sébastien Charléty, Paris Zuschauer: 2.560 Schiedsrichter: Russell Smith |
| 12. Juli | Bericht             |         |                | Stade Sébastien Charléty, Paris Zuschauer: 2.560 Schiedsrichter: Russell Smith |

| 13. Juli | St Helens | 38 : 20 | Halifax Blue Sox | KC Stadium, Hull Zuschauer: 5.624 Schiedsrichter: Robert Connolly |
| 13. Juli | Bericht   |         |                  | KC Stadium, Hull Zuschauer: 5.624 Schiedsrichter: Robert Connolly |

| 13. Juli | Sheffield Eagles | 8 : 50 | London Broncos | Don Valley Stadium, Sheffield Zuschauer: 3.150 Schiedsrichter: John Connolly |
| 13. Juli | Bericht          |        |                | Don Valley Stadium, Sheffield Zuschauer: 3.150 Schiedsrichter: John Connolly |

## Runde 18
| 8. August | Castleford Tigers | 13 : 22 | London Broncos | Wheldon Road, Castleford Zuschauer: 4.563 Schiedsrichter: Robert Connolly |
| 8. August | Bericht           |         |                | Wheldon Road, Castleford Zuschauer: 4.563 Schiedsrichter: Robert Connolly |

| 9. August | Paris Saint-Germain | 32 : 0 | Halifax Blue Sox | Parc des Sports et de l’Amitié, Narbonne Zuschauer: 7.743 Schiedsrichter: Stuart Cummings |
| 9. August | Bericht             |        |                  | Parc des Sports et de l’Amitié, Narbonne Zuschauer: 7.743 Schiedsrichter: Stuart Cummings |

| 10. August | Bradford Bulls | 22 : 8 | Leeds Rhinos | Odsal Stadium, Bradford Zuschauer: 16.542 Schiedsrichter: Russell Smith |
| 10. August | Bericht        |        |              | Odsal Stadium, Bradford Zuschauer: 16.542 Schiedsrichter: Russell Smith |

| 10. August | St Helens | 36 : 26 | Oldham Bears | KC Stadium, Hull Zuschauer: 6.051 Schiedsrichter: Steve Presley |
| 10. August | Bericht   |         |              | KC Stadium, Hull Zuschauer: 6.051 Schiedsrichter: Steve Presley |

| 10. August | Sheffield Eagles | 24 : 22 | Wigan Warriors | Don Valley Stadium, Sheffield Zuschauer: 3.250 Schiedsrichter: Karl Kirkpatrick |
| 10. August | Bericht          |         |                | Don Valley Stadium, Sheffield Zuschauer: 3.250 Schiedsrichter: Karl Kirkpatrick |

| 10. August | Warrington Wolves | 23 : 8 | Salford Reds | Wilderspool Stadium, Warrington Zuschauer: 5.546 Schiedsrichter: Steve Ganson |
| 10. August | Bericht           |        |              | Wilderspool Stadium, Warrington Zuschauer: 5.546 Schiedsrichter: Steve Ganson |

## Runde 19
| 16. August | Paris Saint-Germain | 10 : 17 | Warrington Wolves | Stade Sébastien Charléty, Paris Zuschauer: 1.549 Schiedsrichter: Robert Connolly |
| 16. August | Bericht             |         |                   | Stade Sébastien Charléty, Paris Zuschauer: 1.549 Schiedsrichter: Robert Connolly |

| 16. August | Sheffield Eagles | 12 : 32 | Bradford Bulls | Don Valley Stadium, Sheffield Zuschauer: 10.603 Schiedsrichter: Steve Ganson |
| 16. August | Bericht          |         |                | Don Valley Stadium, Sheffield Zuschauer: 10.603 Schiedsrichter: Steve Ganson |

| 17. August | Castleford Tigers | 35 : 16 | St Helens | Wheldon Road, Castleford Zuschauer: 5.909 Schiedsrichter: David Campbell |
| 17. August | Bericht           |         |           | Wheldon Road, Castleford Zuschauer: 5.909 Schiedsrichter: David Campbell |

| 17. August | Halifax Blue Sox | 40 : 12 | Oldham Bears | Thrum Hall, Halifax Zuschauer: 4.124 Schiedsrichter: Russell Smith |
| 17. August | Bericht          |         |              | Thrum Hall, Halifax Zuschauer: 4.124 Schiedsrichter: Russell Smith |

| 17. August | Leeds Rhinos | 36 : 8 | London Broncos | Headingley Carnegie Stadium, Leeds Zuschauer: 9.166 Schiedsrichter: Steve Presley |
| 17. August | Bericht      |        |                | Headingley Carnegie Stadium, Leeds Zuschauer: 9.166 Schiedsrichter: Steve Presley |

| 17. August | Wigan Warriors | 14 : 21 | Salford Reds | Central Park, Wigan Zuschauer: 6.518 Schiedsrichter: Stuart Cummings |
| 17. August | Bericht        |         |              | Central Park, Wigan Zuschauer: 6.518 Schiedsrichter: Stuart Cummings |

## Runde 20
| 28. März | Halifax Blue Sox | 29 : 12 | Castleford Tigers | Thrum Hall, Halifax Zuschauer: 5.421 Schiedsrichter: Robert Connolly |
| 28. März | Bericht          |         |                   | Thrum Hall, Halifax Zuschauer: 5.421 Schiedsrichter: Robert Connolly |

| 22. August | Bradford Bulls | 68 : 0 | Paris Saint-Germain | Odsal Stadium, Bradford Zuschauer: 17.128 Schiedsrichter: John Connolly |
| 22. August | Bericht        |        |                     | Odsal Stadium, Bradford Zuschauer: 17.128 Schiedsrichter: John Connolly |

| 22. August | Leeds Rhinos | 22 : 24 | Sheffield Eagles | Headingley Carnegie Stadium, Leeds Zuschauer: 9.813 Schiedsrichter: Robert Connolly |
| 22. August | Bericht      |         |                  | Headingley Carnegie Stadium, Leeds Zuschauer: 9.813 Schiedsrichter: Robert Connolly |

| 22. August | Oldham Bears | 26 : 32 | Wigan Warriors | Boundary Park, Oldham Zuschauer: 3.354 Schiedsrichter: David Campbell |
| 22. August | Bericht      |         |                | Boundary Park, Oldham Zuschauer: 3.354 Schiedsrichter: David Campbell |

| 22. August | Salford Reds | 16 : 27 | London Broncos | The Willows, Salford Zuschauer: 3.997 Schiedsrichter: Russell Smith |
| 22. August | Bericht      |         |                | The Willows, Salford Zuschauer: 3.997 Schiedsrichter: Russell Smith |

| 22. August | Warrington Wolves | 20 : 22 | St Helens | Wilderspool Stadium, Warrington Zuschauer: 5.910 Schiedsrichter: Stuart Cummings |
| 22. August | Bericht           |         |           | Wilderspool Stadium, Warrington Zuschauer: 5.910 Schiedsrichter: Stuart Cummings |

## Runde 21
| 25. August | Bradford Bulls | 18 : 33 | Wigan Warriors | Odsal Stadium, Bradford Zuschauer: 16.761 Schiedsrichter: Steve Presley |
| 25. August | Bericht        |         |                | Odsal Stadium, Bradford Zuschauer: 16.761 Schiedsrichter: Steve Presley |

| 25. August | London Broncos | 28 : 28 | Halifax Blue Sox | The Stoop, London Zuschauer: 3.400 Schiedsrichter: Steve Ganson |
| 25. August | Bericht        |         |                  | The Stoop, London Zuschauer: 3.400 Schiedsrichter: Steve Ganson |

| 25. August | St Helens | 25 : 18 | Leeds Rhinos | KC Stadium, Hull Zuschauer: 7.270 Schiedsrichter: Russell Smith |
| 25. August | Bericht   |         |              | KC Stadium, Hull Zuschauer: 7.270 Schiedsrichter: Russell Smith |

| 25. August | Sheffield Eagles | 30 : 12 | Salford Reds | Don Valley Stadium, Sheffield Zuschauer: 2.943 Schiedsrichter: Karl Kirkpatrick |
| 25. August | Bericht          |         |              | Don Valley Stadium, Sheffield Zuschauer: 2.943 Schiedsrichter: Karl Kirkpatrick |

| 25. August | Warrington Wolves | 22 : 14 | Castleford Tigers | Wilderspool Stadium, Warrington Zuschauer: 6.076 Schiedsrichter: John Connolly |
| 25. August | Bericht           |         |                   | Wilderspool Stadium, Warrington Zuschauer: 6.076 Schiedsrichter: John Connolly |

| 26. August | Paris Saint-Germain | 23 : 12 | Oldham Bears | Stade Sébastien Charléty, Paris Zuschauer: 6.714 Schiedsrichter: Stuart Cummings |
| 26. August | Bericht             |         |              | Stade Sébastien Charléty, Paris Zuschauer: 6.714 Schiedsrichter: Stuart Cummings |

## Runde 22
| 29. August | Wigan Warriors | 38 : 4 | Leeds Rhinos | Central Park, Wigan Zuschauer: 8.438 Schiedsrichter: Stuart Cummings |
| 29. August | Bericht        |        |              | Central Park, Wigan Zuschauer: 8.438 Schiedsrichter: Stuart Cummings |

| 31. August | Castleford Tigers | 12 : 10 | Sheffield Eagles | Wheldon Road, Castleford Zuschauer: 5.914 Schiedsrichter: Steve Ganson |
| 31. August | Bericht           |         |                  | Wheldon Road, Castleford Zuschauer: 5.914 Schiedsrichter: Steve Ganson |

| 31. August | London Broncos | 28 : 24 | Bradford Bulls | The Stoop, London Zuschauer: 9.166 Schiedsrichter: John Connolly |
| 31. August | Bericht        |         |                | The Stoop, London Zuschauer: 9.166 Schiedsrichter: John Connolly |

| 31. August | Oldham Bears | 20 : 14 | Warrington Wolves | Boundary Park, Oldham Zuschauer: 2.825 Schiedsrichter: Steve Presley |
| 31. August | Bericht      |         |                   | Boundary Park, Oldham Zuschauer: 2.825 Schiedsrichter: Steve Presley |

| 31. August | St Helens | 26 : 14 | Paris Saint-Germain | KC Stadium, Hull Zuschauer: 5.652 Schiedsrichter: Robert Connolly |
| 31. August | Bericht   |         |                     | KC Stadium, Hull Zuschauer: 5.652 Schiedsrichter: Robert Connolly |

| 31. August | Salford Reds | 37 : 18 | Halifax Blue Sox | The Willows, Salford Zuschauer: 4.509 Schiedsrichter: David Campbell |
| 31. August | Bericht      |         |                  | The Willows, Salford Zuschauer: 4.509 Schiedsrichter: David Campbell |